# Лиссе
Лиссе (нидерл. Lisse [ˈlɪsə]) — город и община в провинции Южная Голландия (Нидерланды).

## История
Впервые Лиссе упоминается в документе, датированном 1198 годом. В средневековье Лиссе был небольшой деревушкой.
Рост города начался лишь в XX веке с началом выращивания в его окрестностях цветов в промышленных масштабах. В городке расположен парк цветов Кёкенхоф.